# Zucker-Ahorn
Der Zucker-Ahorn (Acer saccharum) ist eine Pflanzenart aus der Gattung der Ahorne (Acer) innerhalb der Familie der Seifenbaumgewächse (Sapindaceae). Er wird als wichtiger Holzlieferant sowie zur Gewinnung von Zuckersaft (Ahornsirup) genutzt.

## Beschreibung

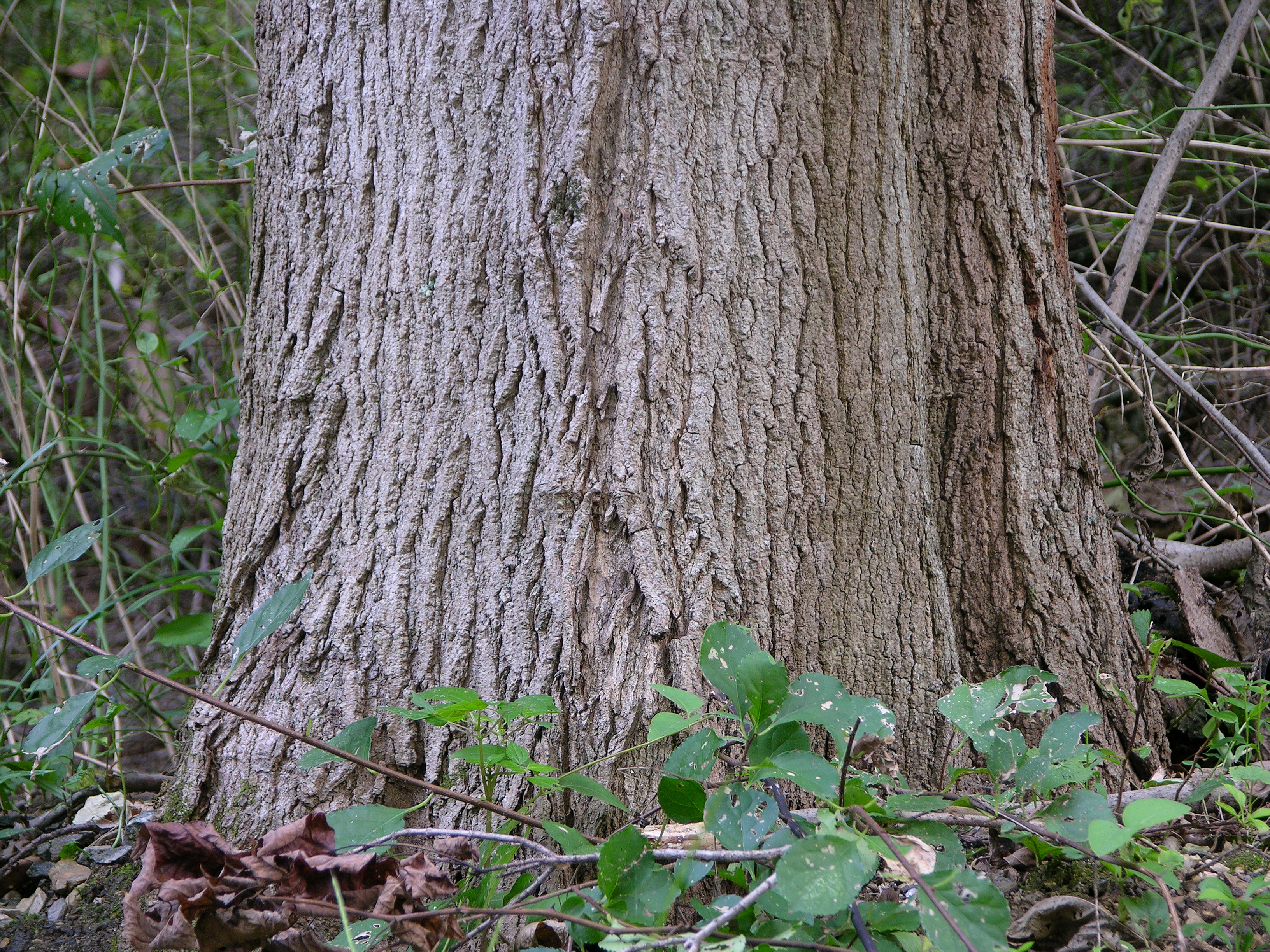
Stamm und Borke

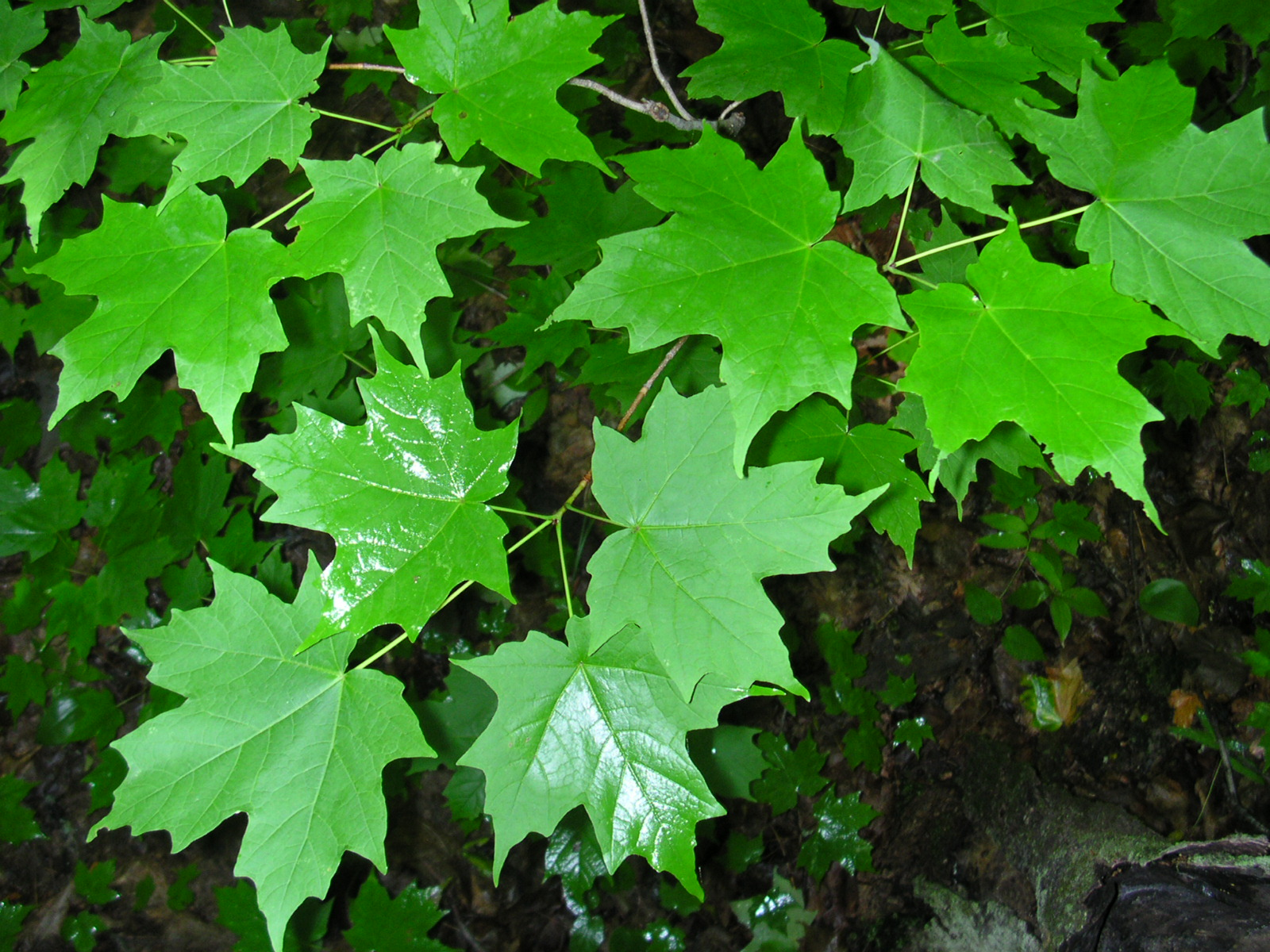
Blätter

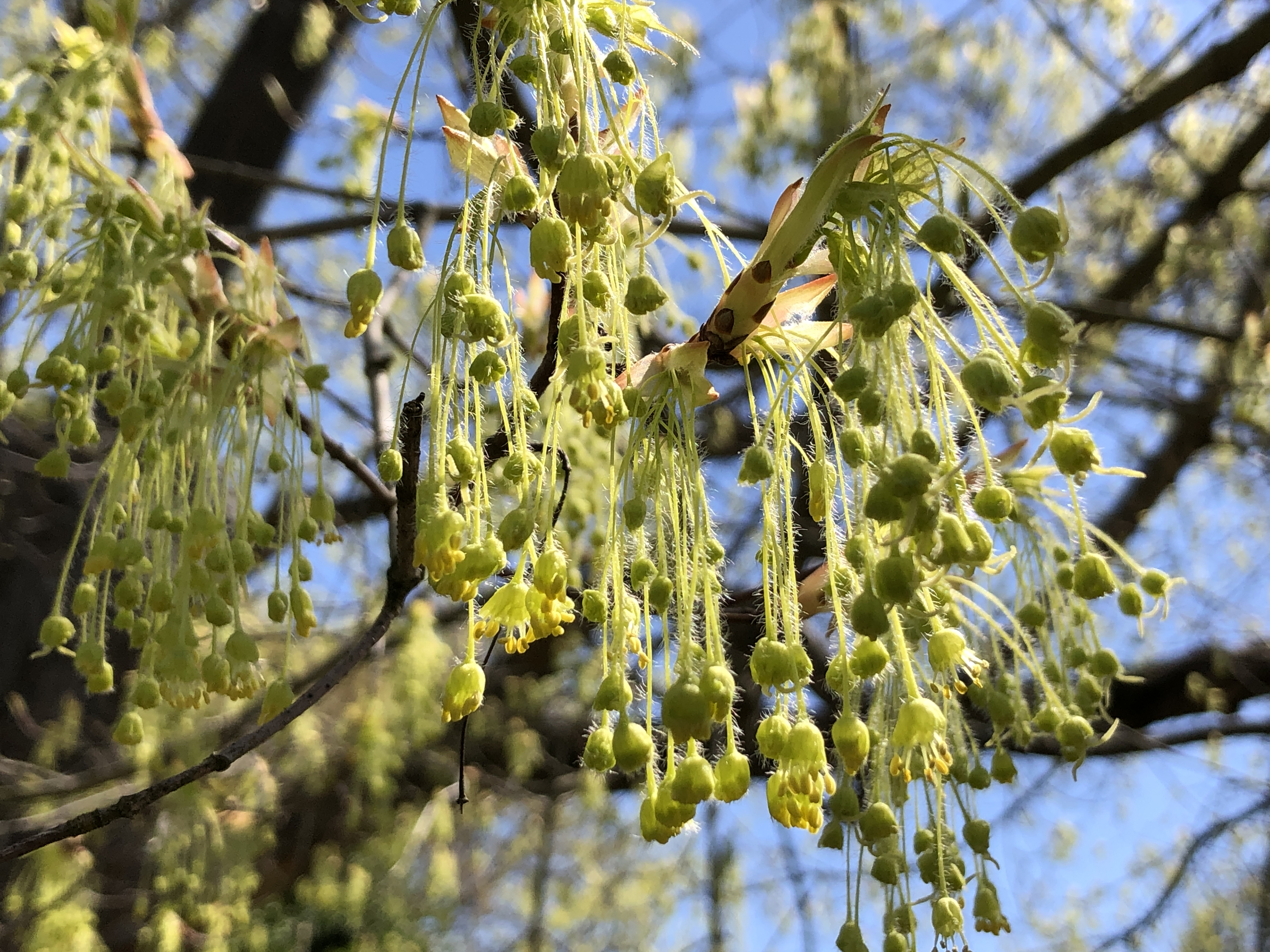
Blütenstand

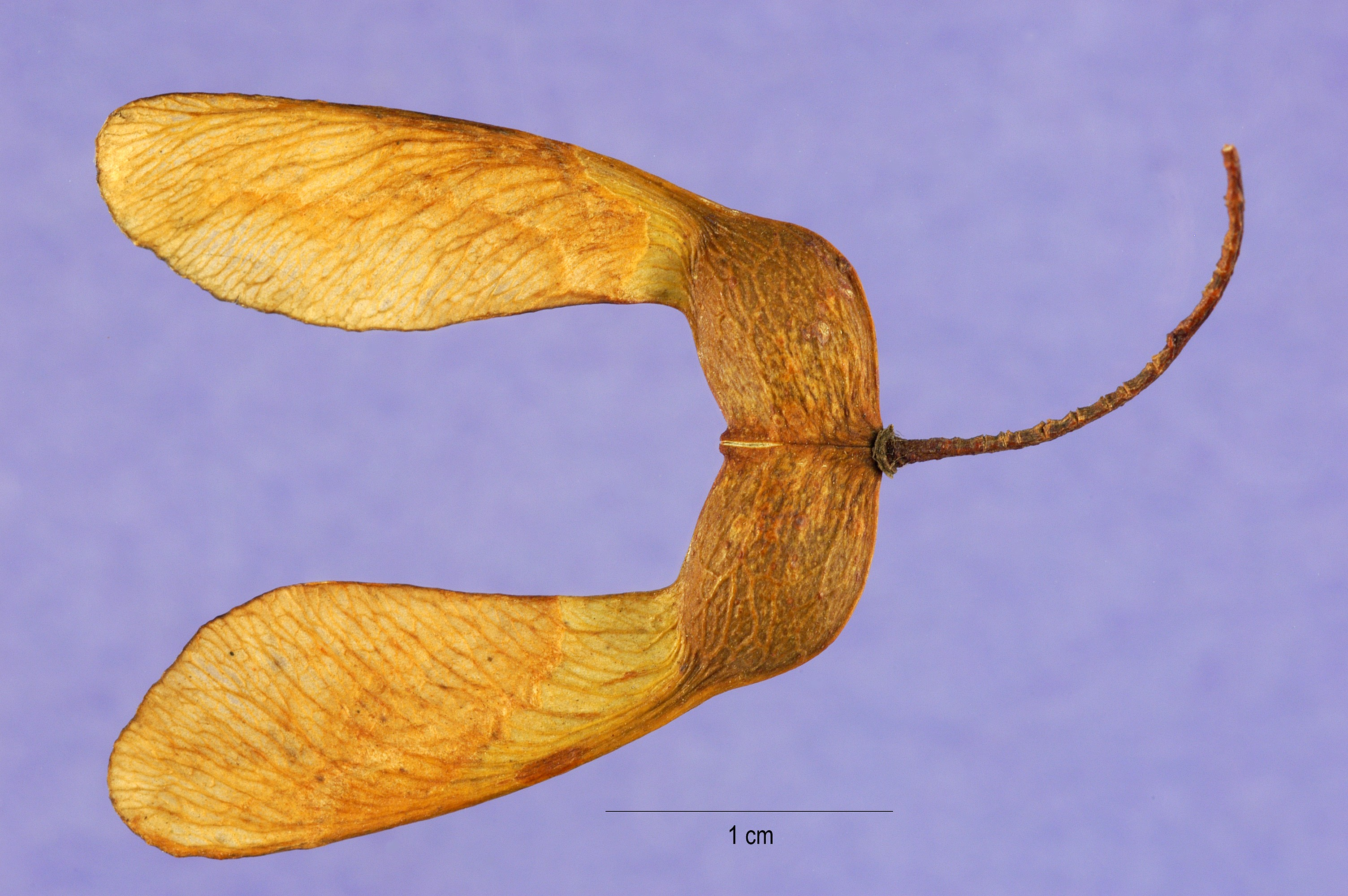
Flügelnussfrucht

### Vegetative Merkmale
Der Zucker-Ahorn wächst als laubabwerfender Baum und erreicht Wuchshöhen von 25 bis 35 Metern (im Ausnahmefall bis 46 Metern). Der Stammdurchmesser erreicht bis über 90 Zentimeter, selten bis über 1,8 Meter. Die Borke ist im Alter braun bis gräulich, teils abblätternd und furchig. Auch ist die Art recht langlebig und kann bis über 400 Jahre alt werden.
Die gegenständig an den Zweigen angeordneten Laubblätter sind in Blattstiel und -spreite gegliedert. Die herzförmige, dünnledrige, fast kahle und unterseits hellere, zugespitzte, gelappte bis gespalte Blattspreite ist bis 20 Zentimeter lang und auch breit und drei- oder fünflappig. Die meist gelappten, bis grob gezähnten Lappen sind abgerundet spitz bis zugespitzt. Im Herbst nehmen die Laubblätter ein großes Farbspektrum von gelb bis orange- oder dunkelrot an. Es kommt bei den Blättern mehr oder weniger Marzeszenz vor.

### Generative Merkmale
Der Zucker-Ahorn ist meist ein-  (monözisch) oder zweihäusig (diözisch). Die Blütezeit liegt im April vor dem Austreiben des Laubes. Der Zucker-Ahorn fängt normalerweise an zu blühen, wenn er 10 bis 15 Jahre alt ist. Die duftenden Blüten stehen in lockeren Büscheln oder Schirmrispen an etwa 5 Zentimeter langen, lang behaarten, schlanken Stielen. Die hängenden, kleinen, gelb-grünen und gestielten Blüten mit einfacher Blütenhülle sind meist funktionell eingeschlechtlich. Es können manchmal auch einige zwittrige Blüten vorkommen. Die Kronblätter fehlen, der verwachsene, glockenförmige Kelch ist mehr oder weniger behaart und gezähnt. Bei männlichen Blüten ist ein Pistillode sowie bis zu 8 kurze Staubblätter vorhanden und bei weiblichen Blüten sind Staminodien mit Antheroden vorhanden. Die Narbenäste sind weißlich bis grünlich und der oberständige, abgeflachte Fruchtknoten ist kahl. Es ist jeweils ein Diskus vorhanden.
Die Früchte reifen im Herbst. Es handelt sich hierbei um die für Ahorne typischen zweiteiligen Flügelnussfrüchte, die beim Zucker-Ahorn bis 3 Zentimeter lange und fast parallel bis knapp stumpfwinklig spreizende, einsamige Teilfrüchte besitzen.
Die Chromosomenzahl beträgt 2n = 26.

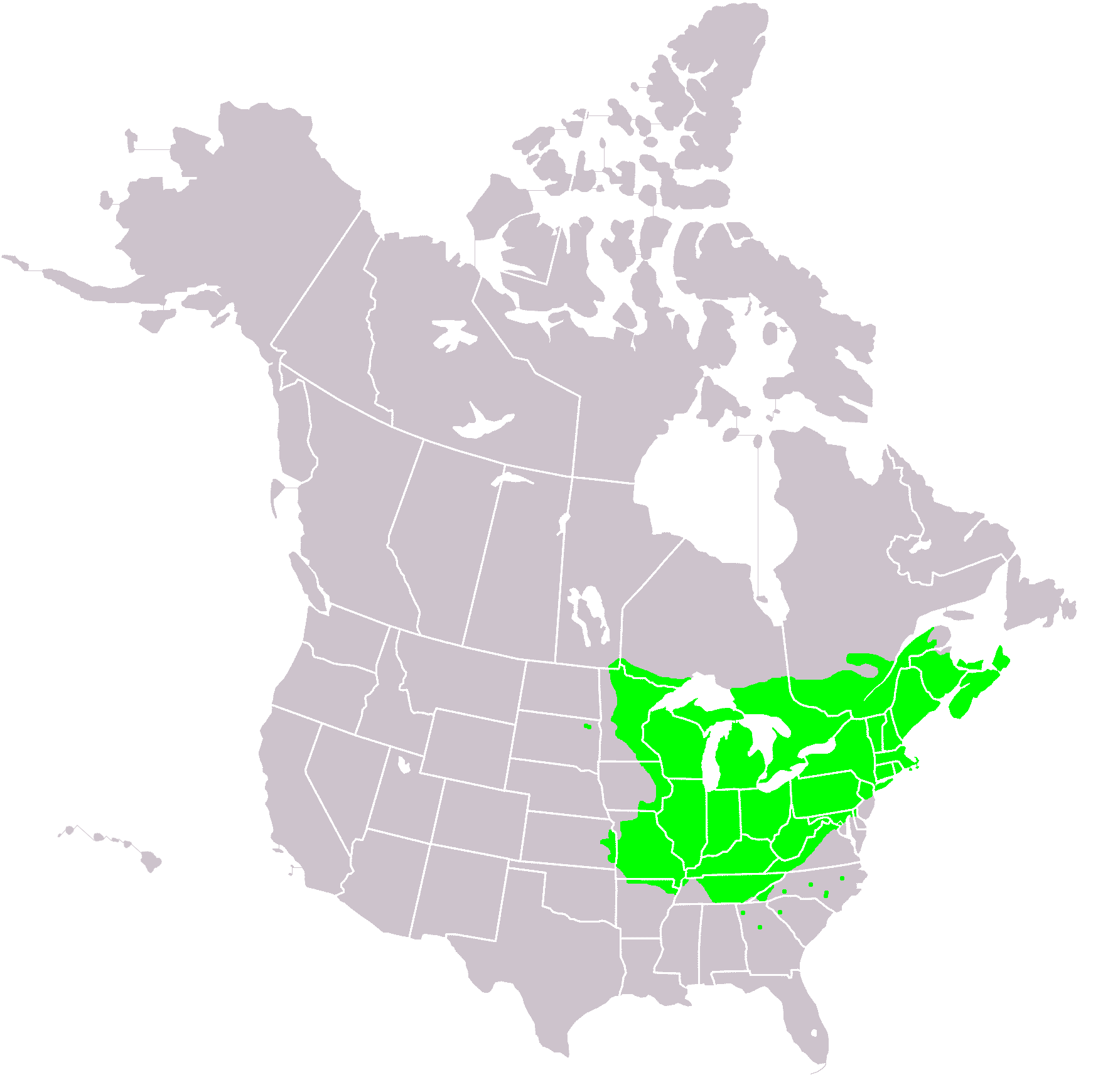
Natürliches Verbreitungsgebiet

## Vorkommen
Der Zucker-Ahorn ist über weite Teile des nordamerikanischen Ostens von Kanada bis in die südlichen USA verbreitet. Er ist dort charakteristischer Bestandteil der Querco-Fagetea grandifoliae-Sommerwälder.

## Symbolik
Nach Vorbild der Laubblätter wurde das Ahornblatt auf der kanadischen Flagge gestaltet, daher spricht man von dem Holz auch als kanadischem Ahorn. Sowohl die Cricket-Nationalmannschaft als auch die Rugby-Union-Nationalmannschaft Kanadas verwenden die Wappenpflanze in ihren Logos; die Cricket-Nationalmannschaft leitet ihren Spitznamen Maple leafers von der Pflanze ab. Der Zucker-Ahorn ist aber auch offizieller Staatsbaum der US-Bundesstaaten New York, Vermont, West-Virginia und Wisconsin.

## Nutzung

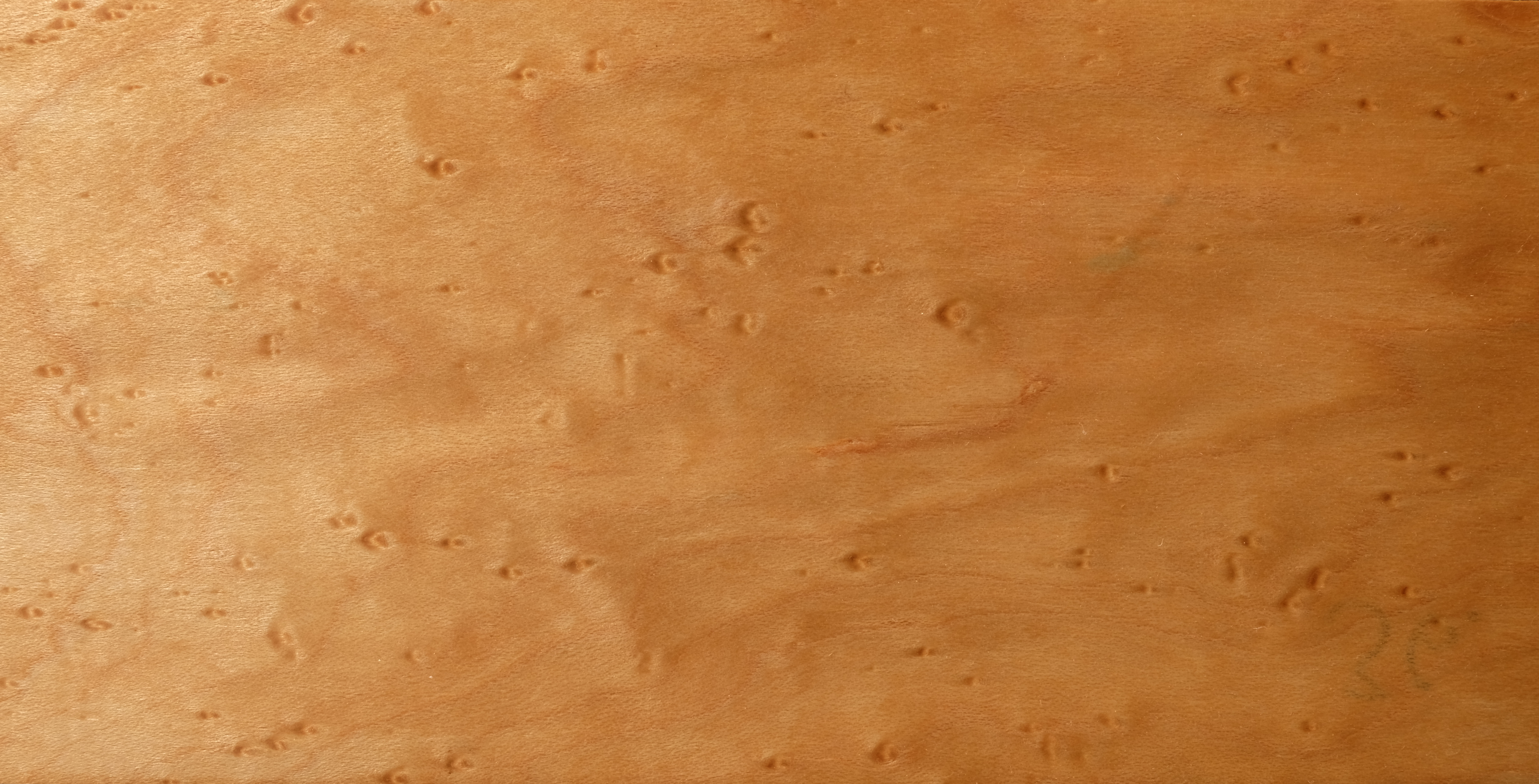
Holz

In den gemäßigten Gebieten wird Zucker-Ahorn als Zierpflanze in Gärten, Parks und an Straßen verwendet. In Europa ist er seit 1734 in Kultur.
Der Zucker-Ahorn (Acer saccharum) wird sowohl zur Gewinnung von Zuckersaft in Form des Ahornsirup als auch zur Holzgewinnung genutzt.
Das Ahornholz des Baumes (Kanadischer Ahorn) ist relativ hart und wird unter anderem in Nordamerika gemeinsam mit dem des Schwarzen Zucker-Ahorns (Acer saccharum subsp. nigrum) als „American hard maple“ im Möbelbau und zur Furnierherstellung genutzt. Besondere Maserungen sind als Vogelaugenahorn oder Riegelahorn bekannt. 
Namensgebend für den Zucker-Ahorn ist die Nutzung zur Zuckergewinnung. Mit Hilfe von 2,5 Zentimeter tiefen Bohrlöchern in den Stämmen wird der Phloemsaft mit 3 bis 10 % Saccharosegehalt gewonnen. In vier Wochen kann ein Baumexemplar 50 bis 100 Liter Saft liefern, der überwiegend zu Ahornsirup verarbeitet wird.

## Besonderheiten
Die Laubblätter des Zucker-Ahorn tragen wesentlich zu den als „Indian Summer“ bekannten leuchtend roten Spätsommerwäldern von Teilen Nordamerikas bei.

## Bilder

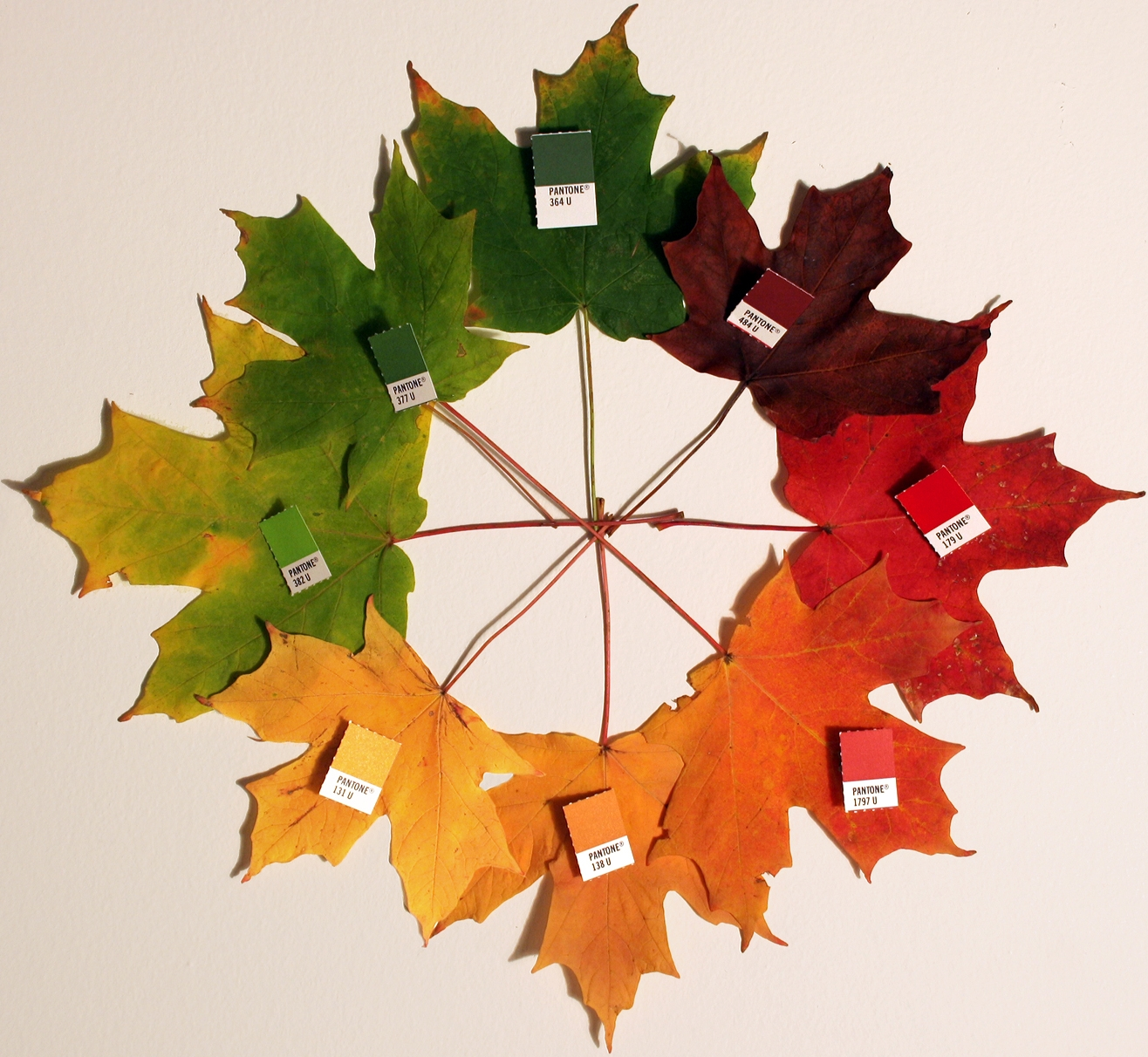
Spektrum der Herbstfärbung
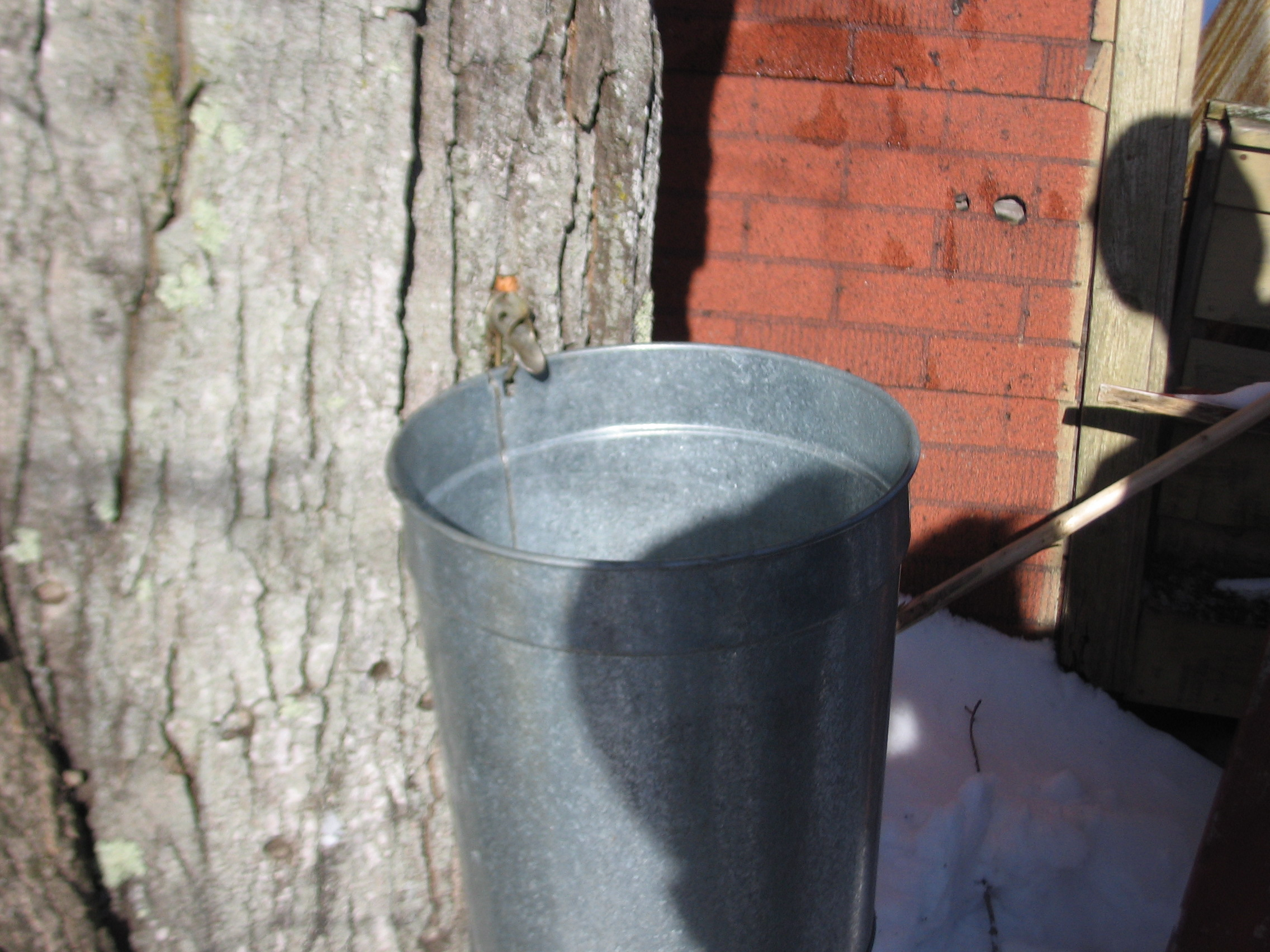
Zuckersaftgewinnung
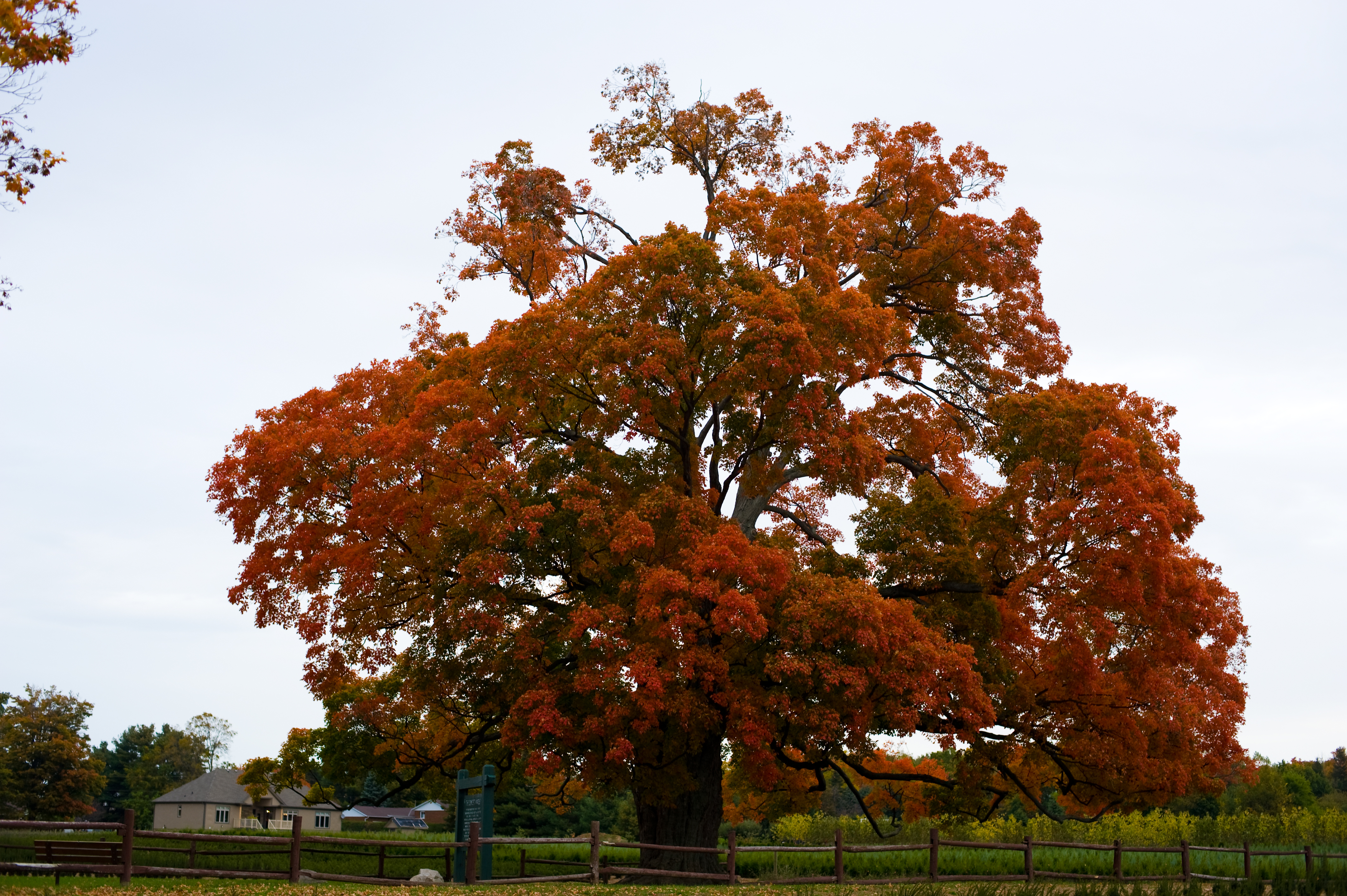
Über 400 Jahre altes und dickes Baumexemplar in Pelham, Ontario